# Jazz sur Seine
Albums de Barney Wilen
Tilt
(1957)
Jazz sur Seine est un album de cool jazz enregistré en 1958 par le saxophoniste français Barney Wilen avec Milt Jackson, Percy Heath et Kenny Clarke à l'occasion d'une tournée en France du Modern Jazz Quartet.
Publié à l'époque sans nom de leader, l'album marie des thèmes du guitariste de jazz français Django Reinhardt et de l'auteur-compositeur-interprète français Charles Trenet à des compositions de Barney Wilen.
« L'intitulé de l'album, Jazz sur Seine, n'est pas indifférent. Il met l'accent sur l'existence d'un jazz parisien florissant. Du Club Saint-Germain au Storyville, du Caméléon au Chat-qui-pêche, les clubs sont alors nombreux à Paris, comme toujours ville d'accueil ou d'exil de musiciens américains marquants ».

## Historique

### Contexte
Le saxophoniste Barney Willen commence sa carrière très jeune. Dès 1953, il « monte » à Paris et se fait un nom en quelques mois grâce à son autorité et à son style cool jazz particulièrement délicat,. En 1955, alors qu'il n'a que 18 ans, « son apparition au sein du quintette d’Henri Renaud avait passablement remué le petit monde du jazz parisien. Deux ans plus tard, il en est devenu l’une des vedettes »,. En 1956 et 1957, Barney Wilen joue au Club Saint-Germain avec Miles Davis,,,,,.
En 1958, il n'a pas tout à fait 21 ans au moment d'enregistrer l'album Jazz sur Seine avec Milt Jackson, Percy Heath et Kenny Clarke, trois vétérans du Modern Jazz Quartet,.
Dans la notice originale du LP (original liner notes), Raymond Fol raconte : « Il y avait longtemps que Marcel Romano s’était ouvert à moi de son projet d’organiser une séance d’enregistrement où figureraient des œuvres de Django Reinhardt et de Charles Trenet. En effet, l'un est l'auteur de compositions originales injustement négligées par les musiciens d'aujourd'hui, et les chansons de l'autre sont certes celles qui peuvent, en France, s'apparenter le plus aux standards américains par la netteté de leur construction harmonique et l'intérêt de leur  mélodie. Une séance organisée pour Barney Wilen, Kenny Clarke, Milt Jackson et Percy Heath, afin de profiter du passage de ces deux derniers à Paris, permit à Marcel Romano d'envisager la réalisation de ce projet. Une difficulté restait à surmonter : les musiciens ne connaissaient, à part Nuages, aucun des morceaux : c'est à ce moment que je fus chargé de les leur apprendre. La veille de la séance, Barney vint chez moi pour écouter ceux des vieux 78 tours de Django et de Trenet que nous avions sélectionnés, et pendant qu’il relevait les mélodies exactes, je préparais pour Milt et Percy les harmonies et les basses qu’ils auraient à interpréter »,.

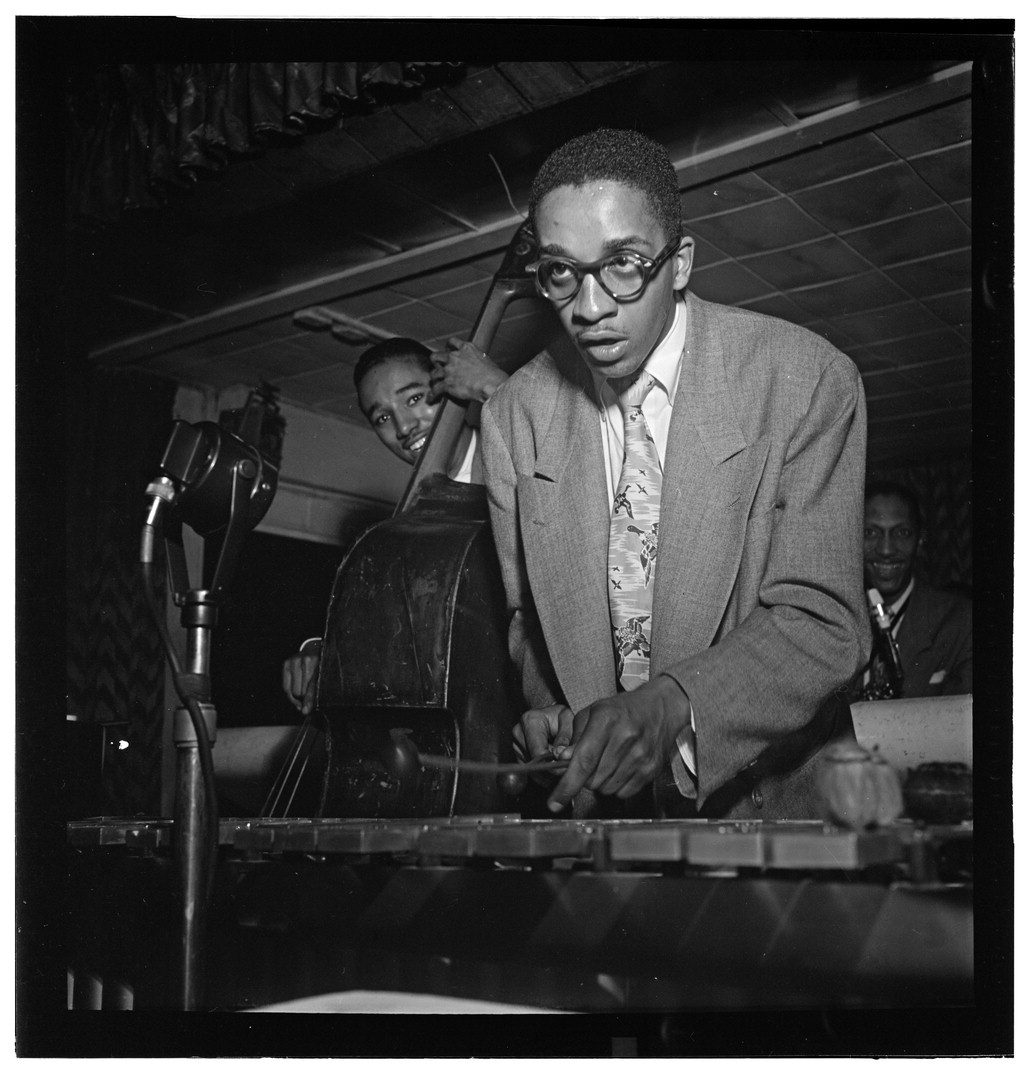
Milt Jackson.
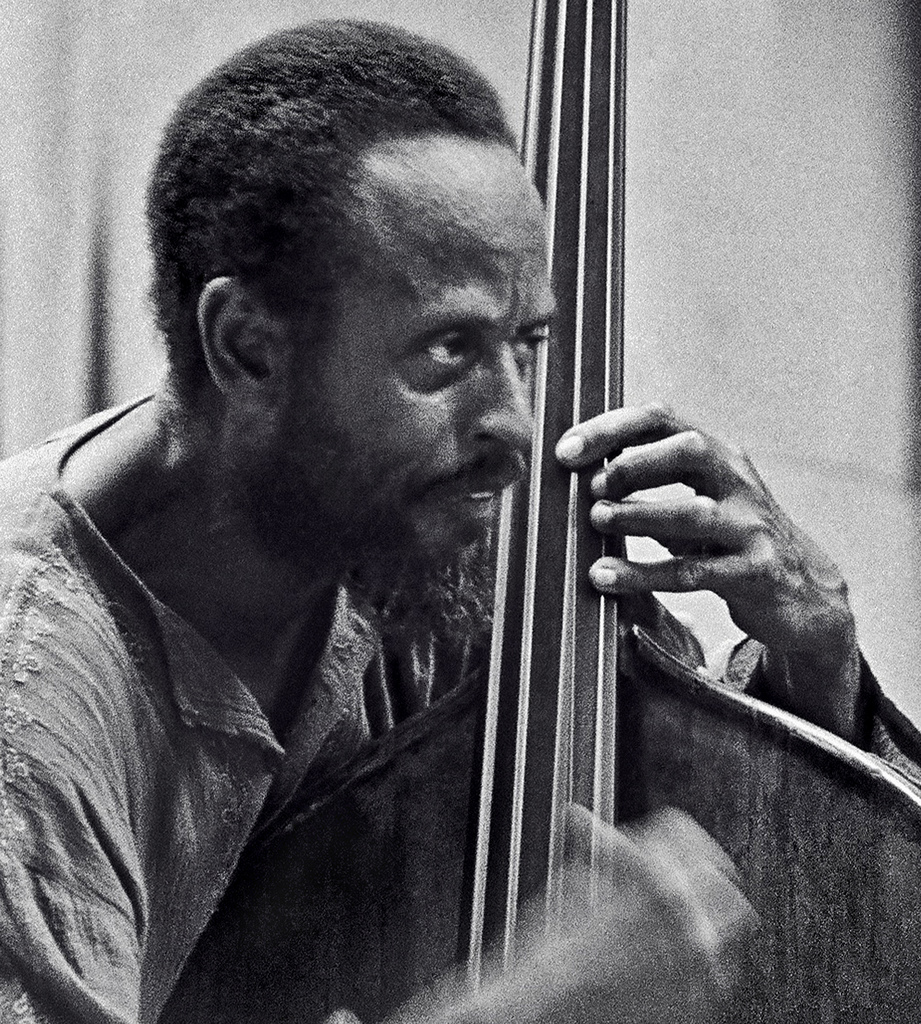
Percy Heath.
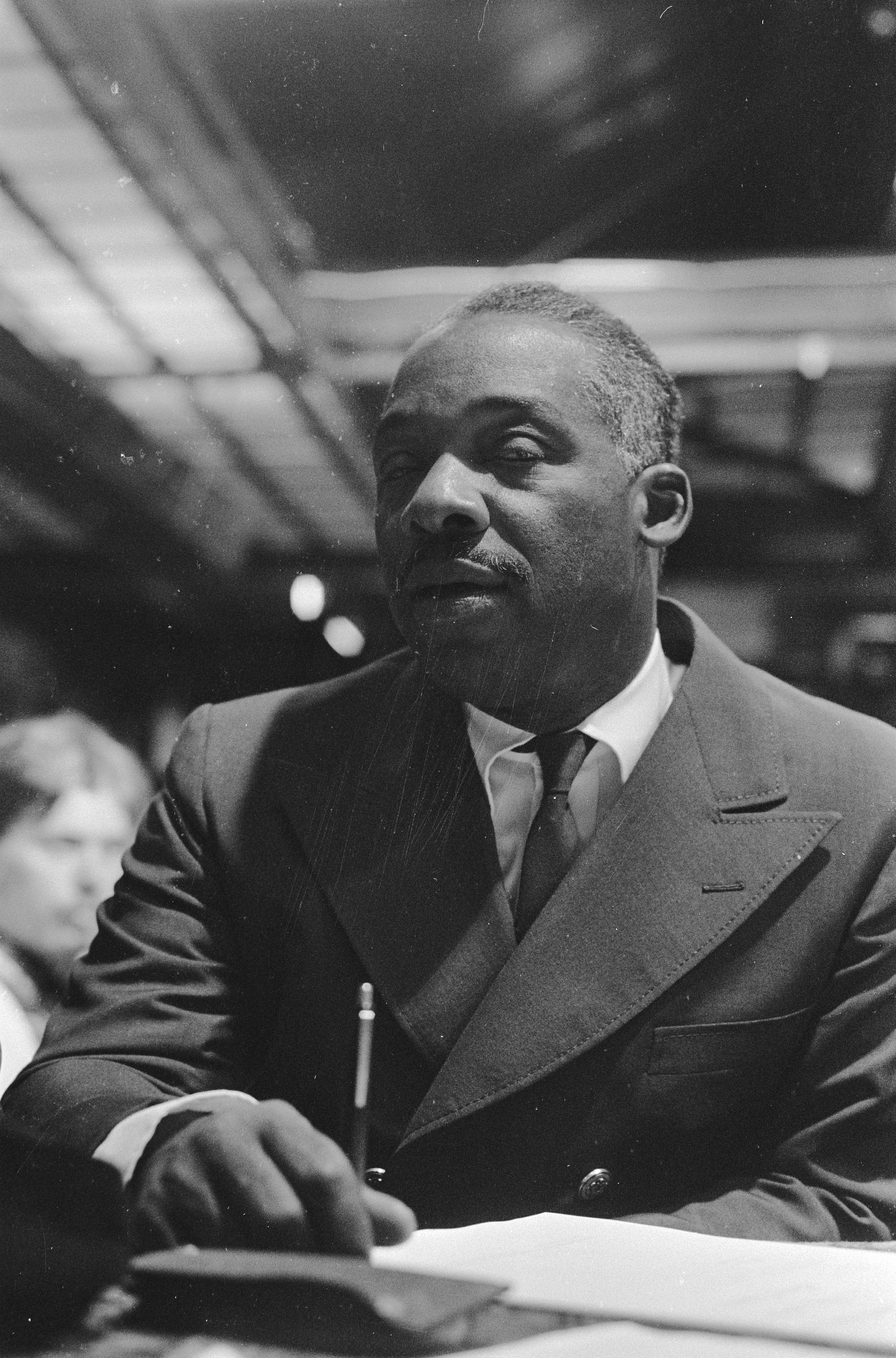
Kenny Clarke.

### Enregistrement
L'album est enregistré les 13 et 14 février 1958 à Paris,,,. 
Raymond Fol raconte dans la notice originale du LP que « Gana M'Bow, le jeune directeur des Ballets du Sénégal, passionné de jazz, avait tenu à assister à cette séance prestigieuse ; comme il avait avec lui son instrument, dont il ne se sépare jamais, Kenny l'invita à combiner ses rythmes aux siens, ce qui donna naissance aux quelques passages afro-cubains de ce disque ». C'est ainsi que, sur les morceaux Swing 39 et Minor swing, on peut entendre Gana M'Bow jouer de la toumba (en), le plus grand tambour de la famille des congas.

### Production, publication et rééditions
L'album est produit par Marcel Romano,.
Il sort en disque vinyle long play (LP) sur le label Philips sous la référence 77 127,, en 1958 au Royaume-Uni et en 1959 en France. La notice originale du LP (original liner notes) est de la main de Raymond Fol,,.
L'album est réédité à plusieurs reprises en LP de 1987 à 2014 par les labels Philips, Decca et Sam Records, puis en CD en 2000 par le label Universal  / Gitanes Jazz Productions dans la série « Jazz in Paris » sous la référence 548 317-2, (EmArcy Records aux États-Unis, avec la même référence,).
La version CD parue en 2000 sur le label Universal / Gitanes Jazz Productions est remastérisée au studio Art et Son de Paris par Alexis Frenkel et Christophe Hénault. La notice de cette version est de la main d'Alain Tercinet et la photo de Barney Wilen qui illustre l'arrière de la jaquette est de Mephisto.

## Accueil critique
Raymond Fol conclut la notice originale du LP en soulignant que cet album était « la rencontre de quatre grandes figures du jazz qui avaient marqué de leur empreinte personnelle des morceaux pour la plupart nouveaux pour eux et cependant avec quelle aisance, quelle imagination et... quel swing ! » et en demandant « Cette réussite ne procède-t-elle pas de ce qu'on pourrait appeler le miracle du jazz ? ».
Le site AllMusic attribue 4 étoiles à l'album Jazz sur Seine. Le critique musical Ken Dryden d'AllMusic souligne que « Le saxophoniste ténor Barney Wilen n'avait pas tout à fait 21 ans au moment de cette rencontre avec Milt Jackson, Percy Heath et Kenny Clarke, trois vétérans du Modern Jazz Quartet. Mais le jeune homme fait preuve d'une maturité et d'une assurance étonnantes tout au long de la session, interprétant plusieurs compositions de Django Reinhardt, ainsi que quelques-unes de ses contemporains français et deux de ses propres œuvres ». Après avoir précisé que « le percussionniste Gana M'Bow est ajouté pour Swing 39 et Minor Swing pour ajouter une touche exotique », Dryden conclut : « Wilen tient aisément son rang pour sa première rencontre majeure sur disque avec les grandes stars du jazz américain ». 
Alain Tercinet, auteur de la notice du CD paru en 2000 sur le label Universal / Gitanes Jazz Productions, y souligne que c'était un « concept d'album fort audacieux pour l'époque ». En 2015, il réaffirme que « Jazz sur Seine répondait à un concept téméraire pour l'époque. Disparu depuis cinq ans, Django était quelque peu passé de mode et rares étaient les amateurs de jazz qui se souciaient de Charles Trenet. Pourtant, à elle seule, la version de Nuages justifierait ce parti pris qui donna tout autant naissance à une suite d’interprétations, remarquables par l'équilibre qui s’y établit entre le discours des solistes, fidèles sans servilité, et les univers de Django et du fou chantant. Jazz sur Seine mettait aussi en lumière la connivence instinctive qui s'instaurait entre Barney et les chansons ou les mélodies qui auraient pu en être, ainsi Vamp composé par Django après la guerre. Ses interprétations de J'ai ta main et de Que reste-t-il de nos amours ? préjugeaient quelque peu de l'avenir. Durant le dernier chapitre de sa carrière, une grande partie du répertoire enregistré par Barney Wilen sera constituée de chansons françaises, quelquefois signées Charles Trenet ».
En 2013, le site LondonJazzCollector est très élogieux pour « ce jeune Français relativement inconnu et à l'allure de geek qui peut jouer du saxophone ténor avec les plus grands » : « Étonnamment mature et sûr de lui, il interprète plusieurs compositions de Django Reinhardt, ainsi que quelques-unes de ses contemporains français et deux de ses propres œuvres. Ses lignes mélodiques fluides, son ton lyrique frais et sa capacité à swinguer sont toujours un plaisir. Miles Davis recrute Wilen pour ses tournées européennes à cette époque, ce qui témoigne de l'estime qu'il porte au jeune Barney. Vous pensez que Miles manque de goût pour les ténors ? Coltrane ? ».
Pour Yves Buin, auteur du livre Barney Wilen, Blue Melody, « Jazz sur Seine n'est donc pas produit et fabrication de circonstance, mais véritable espace d'échanges qui confirme un Barney détendu, tout à une musique d'allégresse, ravi d'être aussi bien entouré, dans la certitude toutefois que cet ensemble va se disperser à peine réuni. L'éphémère a cependant ses vertus, qui lui permettent d'éviter l'écueil de la répétition. Il se trouve au cœur de l'improvisation ».

## Titres
Le programme de l'album a été conçu par Marcel Romano, qui a marié des thèmes de Django Reinhardt et de Charles Trenet à des compositions de Barney Wilen,.
Le programme est complété par Epistrophy, une composition de Kenny Clarke et Thelonious Monk, par Jazz sur Seine que Barney Wilen écrivit spécialement pour cette occasion, par une autre composition de Wilen intitulée B .B . B. "Bag's Barney Blues", et par John's groove, une composition de Raymond Fol.
| 1. | Swing 39                      | Django Reinhardt | 4:27 |
| 2. | Vamp                          | Django Reinhardt | 4:19 |
| 3. | Ménilmontant                  | Charles Trenet   | 3:33 |
| 4. | John's groove                 | Raymond Fol      | 3:39 |
| 5. | B. B. B. (Bag's Barney Blues) | Barney Wilen     | 6:36 |

| 1. | Swingin' Parisian rhythm (Jazz sur Seine) | Barney Wilen                   | 4:27 |
| 2. | J'ai ta main                              | Charles Trenet                 | 2:20 |
| 3. | Nuages                                    | Django Reinhardt               | 5:50 |
| 4. | La route enchantée                        | Charles Trenet                 | 3:05 |
| 5. | Que reste-t-il de nos amours ?            | Charles Trenet                 | 2:45 |
| 6. | Minor's swing                             | Django Reinhardt               | 3:46 |
| 7. | Epistrophy                                | Kenny Clarke - Thelonious Monk | 2:45 |

## Musiciens
- Barney Wilen : saxophone ténor
- Milt Jackson : piano
- Percy Heath : contrebasse
- Kenny Clarke : batterie
- Gana M'Bow : toumba (en) (instrument de percussion de la famille des congas[19]) sur les morceaux Swing 39 et Minor swing[16],[20]